# Agrypon anomelas
Agrypon anomelas là một loài tò vò trong họ Ichneumonidae.